# Zetazeroalfa
Zetazeroalpha est un groupe de rock identitaire de Rome. C'est le groupe officiel de CasaPound.

## Histoire
« Zetazeroalfa est né par jeu, lors d'une chaude soirée d'été, à Rome, notre ville... Entre une bière et une boutade, nous avons imaginé ce qui serait arrivé si nous avions mis en musique notre vision de la vie... Et ainsi nous avons commencé à jouer.»
Le groupe Zetazeroalfa naît en 1997. Il a aujourd'hui à son actif six albums, ainsi que de nombreuses participations à des compilations axées rock identitaire, ambient ou néofolk. Le 25 novembre 2000, les musiciens du groupe passent une audition pour le label Rupe Tarpea/Perimetro, audition qui leur permettra de décrocher une signature pour leur album Kriptonite. Le 8 décembre 2001, une quarantaine d'extrémistes de gauche tentent de bloquer l'entrée d'un concert au Teatro Piccolo (« Petit Théâtre ») de Sulmona, situation qui ne sera débloquée qu'avec l'arrivée des forces de l'ordre. Cinq extrémistes seront condamnés à dix mois de réclusion avec sursis pour rixe ; quant aux membres du groupe, ils passeront quelques jours dans le quartier de haute sécurité de la prison de Sulmona. Cet épisode sera le premier d'une longue série de concerts mouvementés. Le 14 novembre 2005, accompagné du groupe La Peggio Gioventù, Zetazeroalfa jouera dans la prison romaine de Rebibbia, revendiquant ainsi leur solidarité avec un certain nombre de détenus. Le public comprend un mélange hétéroclite de 300 détenus, 80 gardiens et la direction de la prison au complet. Ce concert constitue une première en Italie ; en effet, jamais un groupe n'appartenant pas à un univers politique de gauche n'avait encore joué dans une prison. Depuis sa création, Zetazeroalfa a tenu plus de 80 concerts en Italie et à l'étranger, dont plusieurs en France.

## Thématique
Beaucoup de chansons critiquent la globalisation et les dérives du libre marché, avec toutefois une certaine ironie. Leur musique attire un public principalement jeune, souvent orienté à droite et proche des mouvements dits néofascistes (le Blocco Studentesco), ainsi que le circuit des ONC (« Occupazioni Non Conformi ») dont la principale activité est de prendre possession d'immeubles abandonnés pour y loger des familles italiennes dans le besoin.
Certaines chansons sont écrites en l'honneur de certains peuples
(Exemple: La chanson "Intifada" en l'honneur du peuple palestinien ou la chanson dédiée au peuple karen: "I guerrieri della scolopendra", le peuple karen est persécuté par l'état birman.)

## La «cinghiamattanza»
Zetazeroalfa est notamment connu pour avoir participé au lancement de la Cinghiamattanza. Il s'agit d'un dérivé du pogo, où les spectateurs ôtent leur ceinture et, au lieu de se pousser les uns les autres, se frappent au corps avec leur ceinturon. Au cours des premiers mois de 2008, le phénomène s'étend sur Internet et notamment sur YouTube, où paraissent plusieurs vidéos dans lesquelles de jeunes garçons se défient au combat de ceinture. Plusieurs journaux en parlent, notamment le quotidien La Repubblica dans son magazine juvénile XL, qui définit le phénomène comme « une nouvelle mode absurde ».

## Discographie

### Démo
- 1999 : Boicotta

### Splits
- 2000 : Panique médiatique (avec Île-de-France)

### Live
- 2005 : Tante botte - Live in Alkatraz

### DVD
- 2007 : Ecchetelodicoafare

### Vidéoclips
- 2007 - Zetazeroalfa, réalisateur Giò Battaglia - Rupe Tarpea Productions/Trifase.
- 2007 - Cinghiamattanza, réalisateur Nolan - Rupe Tarpea Productions/Trifase.
- 2007 - Fare blocco, réalisateur Davidino - Rupe Tarpea Productions/Trifase.